# だんごあん
だんごあんは、福岡県朝倉市秋月に位置する涼みどころ。
朝倉・甘木地区では観光名所として一般的に有名である。

## 概要
渓流に畳六畳ほどの涼み台が約30台程あり、料金を払って涼み台を貸しきるシステムとなっている。
「やまめの塩焼き」や「水まんじゅう」や「三色わらび餅」や「古処鶏の串焼き」や「そうめん」や「カキ氷」等を販売所で購入し、涼み台で食することも出来る。
他に渓流遊び等も可能。

## 交通
- 甘木観光バス - 2系統「だんごあん」バス停下車。 甘木鉄道の甘木駅より出発し、夏季の週末を中心に運行される季節便である。

## 周辺施設
- 秋月城
- 秋月目鏡橋